# Paul Stoklossa
Paul Stoklossa (* 11. Juli 1887 in Slawentziz, Oberschlesien; † 31. August 1927 in Köln) war ein deutscher Journalist und Zeitungswissenschaftler.

## Leben
Paul Stoklossa wurde als Sohn eines Beamten geboren, der für die oberschlesische Industriellenfamilie zu Hohenlohe tätig war.
Er studierte an der Universität Berlin. Schon während der Studienzeit betätigte er sich journalistisch als Redakteur der von dem linksliberalen Verleger und Politiker Wilhelm Hermann Müller-Sagan herausgegebenen Zeitschrift Politische Gewerbeschau – Centralorgan zum Schutze aller dem Gemeinwohle entsprechenden gewerblichen Interessen gegen politische, soziale und kommunale Einseitigkeit (Verlag Centralstelle für Gewerbeschutz).
Stoklossa war eine Zeitlang beim Archiv der Dresdner Bank beschäftigt und widmete sich 1908–11 in Tübingen zeitungswissenschaftlichen Studien, die er bei verschiedenen Fachzeitschriften veröffentlichte.
Am 11. März 1912 wurde er bei der halbstaatlichen Nachrichtenagentur Wolffs Telegraphisches Bureau (WTB) als Redakteur eingestellt. Von 1912 bis 1921 war Stoklossa vor allem in der Berliner Zentralredaktion tätig. Da er mehrere Sprachen beherrschte, wurde er nach Kriegsende vielfach im Ausland eingesetzt. Er nahm an Nachkriegskonferenzen zu Folgen des Friedensvertrags von Versailles und den deutschen Kriegsreparationen als Berichterstatter teil, so in Brüssel (1920), Spa (1920) und Cannes (1922). 1921 übernahm Stoklossa auf eigenen Wunsch die Leitung des WTB-Büros in Köln.
Bei der Konferenz von Spa (1920) wurde die deutsche Delegation, zu der auch Staatssekretär Bernhard Dernburg (DDP) zählte, am 13. Juli 1920 nachts vor einem Café von betrunkenen Brüsseler Touristen, ein belgischer Offizier und ein Begleiter in Zivil, angefeindet und beleidigt. Dabei wurde der Berichterstatter Stoklossa, den man als deutschen Delegationsvertreter verstand, tätlich angegriffen. Amerikanische Journalistenkollegen griffen ein, um ihn zu schützen. Die deutsche Delegation beschwerte sich bei den belgischen Behörden; Außenminister Walter Simon beschwerte sich bei Konferenzleiter Gustave Rolin-Jaequemyns, der den Vorfall öffentlich verurteilte. Da um den Vorfall diverse Gerüchte gestreut wurden, die Deutschen hätten provoziert, wurde darüber in Deutschland erregt berichtet.
Stoklossa engagierte sich in Berufsverbänden, unter anderem im Ausschuss für die internationale Presse-Ausstellung Pressa.
Er war verheiratet mit Margarete Stoklossa geb. Busch, mit der er zwei Kinder hatte
und starb im Alter von nur 41 Jahren an den Folgen einer Bauchfellentzündung.

## Zeitungswissenschaftliche Arbeiten
Stoklossa war Anfang des 20. Jahrhunderts im Kaiserreich einer der ersten Forscher der jungen Zeitungswissenschaft, die systematisch und quantitativ sowohl die Zeitungen als auch den Beruf des Journalismus zu analysieren versuchten. Insbesondere seine Auswertung von Stellenmarktanzeigen in Fachzeitschriften machten Stoklossa zu einem Pionier der Journalismusforschung und Berufsforschung.
Es gab noch keine verlässliche Zeitungs- und Zeitschriftenstatistik, und die Verlage gingen wenig offen mit ihren Auflagen und weiteren Mediadaten oder betrieblichen Geschäftszahlen um. Er suchte nach möglichst präzisen Zahlen in verschiedenen damals verfügbaren Datenquellen, aus denen er Mosaiksteine zusammensetzte. Er benutzte Zeitungskataloge der Annoncenexpeditionen (Anzeigenvertriebe), Presse-Adressbücher, Geschäftsnotizen und Meldungen aus Branchen- und Fachblättern wie Zeitungs-Verlag, Deutsche Schriftstellerzeitung / Literarische Praxis und Die Feder, Preislisten der Postzeitungsämter, Handbücher, Verbands- und Parteiberichte sowie Verlagsangaben in den Publikationen selbst. In penibler Kleinarbeit gelang es ihm, Grunddaten zur Anzahl der Periodika, Auflagen, Erscheinungsweise, Alter der Zeitungen, Abonnement- und Einzelverkaufspreisen sowie der politischen Richtung der Zeitung festzustellen. Seine geographische Aufstellung und Kombination mit Regionaldaten ermöglichten Vergleiche etwa zur Zeitungsdichte und publizistischen Versorgung der Wohnbevölkerung und Zeitungskonzentration.
Seine statistischen Analysen zum Arbeitsmarkt der Redakteure war grundlegend für die Beschaffung von Eckdaten für den Journalistenberuf, der sich um 1900 professionalisierte. Stoklossa versuchte Vorurteile gegen Journalisten zu entkräften und Schmähungen entgegenzutreten. Er versuchte statistisch darzulegen, dass die Redakteure relativ gut bezahlte und relativ qualifizierte, überwiegend akademisch gebildete Angestellte sind. Er wertete hierfür mehrere Tausend Stelleninserate von Zeitungsverlagen und Stellengesuche in den Fachblättern Zeitungs-Verlag und Deutsche Schriftstellerzeitung / Literarische Praxis der Jahrgänge 1904–1908 aus. Er zeigte die Differenzierung und Strukturierung des Redakteursberufs nach Sparten, Funktionen, hierarchischer Stellung sowie Gehältern.
Stoklossa versuchte quantitativ auch den Inhalt der Zeitungen zu analysieren, indem er bei 13 großen Zeitungen aus Berlin und 17 großen aus der „Provinz“ (Frankfurt, München, Nürnberg, Köln, Breslau, Dresden, Köln, Hannover, Dortmund, Rostock, Halle, Braunschweig, Düsseldorf, Metz, Karlsruhe) den Umfang des Anzeigenteils und der Berichterstattung in einzelnen Ressorts und Sparten maß und prozentual verglich. Diese Arbeiten der Inhaltsanalyse waren grundlegend, seine empirische Methode und seine Schlüsse allerdings umstritten.
Seine Arbeiten wurden in einem relativ kurzen Zeitraum von 1909 bis 1913 in mehreren, teilweise fast identischen Artikeln veröffentlicht in Der Zeitungs-Verlag, Zeitschrift für die gesamte Staatswissenschaft, Volkswirtschaftliche Blätter, Jahrbücher für Nationalökonomie und Statistik, Schmollers Jahrbuch für Gesetzgebung, Verwaltung und Volkswirtschaft im Deutschen Reich.
Stoklossas Zahlen wurden in vielen zeitgenössischen Werken der Zeitungswissenschaft zitiert und haben auch heute noch für die historische Medienforschung Bedeutung.

## Werke

### Werke zu Grunddaten der Periodika
- Die periodischen Druckschriften Deutschlands: eine statistische Untersuchung. In: Schmollers Jahrbuch für Gesetzgebung, Verwaltung und Volkswirtschaft im Deutschen Reich Jg. 37 1913, S. 757–790 [Digitalisat]
- Die Fachzeitungen und Zeitschriften im Deutschen Reiche. In: Volkswirtschaftliche Blätter Jg. 9 Nr. 19, 1910, S. 345–347
- Deutschlands Zeitungen. In: Der Zeitungs-Verlag Jg. 10 Nr. 30, 30. Juli 1909, Sp. 581–586

### Werke zum Arbeitsmarkt der Redakteure
- „Der Arbeitsmarkt der Redakteure : eine statistische Untersuchung“. Schmollers Jahrbuch für Gesetzgebung, Verwaltung und Volkswirtschaft im Deutschen Reich Jg. 35 Nr. 2, 1911, S. 293–307 [Digitalisat]
- „Der Arbeitsmarkt der Redakteure“. Jahrbücher für Nationalökonomie und Statistik Jg. 95 Nr. 1, 1910, S. 531–535 doi:10.1515/jbnst-1910-0138
- „Der Arbeitsmarkt der Redakteure : eine statistische Untersuchung“. Der Zeitungs-Verlag Jg. 10 Nr. 43, 29. Oktober 1909, S. 816–820

### Werke zum Zeitungsinhalt
- „Der Inhalt der Zeitung : eine statistische Untersuchung“. Zeitschrift für die gesamte Staatswissenschaft Jg. 66 Nr. 3, 1910, Seite 555–565 [Digitalisat]
- „Der Inhalt der Zeitung und Wertung des journalistischen Standes“. Volkswirtschaftliche Blätter, Jg. 13, Nr. 9/12 Sonderheft: Presse und Volkswirte, 1914, S. 273–276

### Werke zur Berufsorganisation
- „Die Organisation der deutschen Journalisten“, Volkswirtschaftliche Blätter, Jg. 9, Nr. 7, S. 112–114

### Zeitungskundliche Bibliographien
- „Bibliographie des Zeitungswesens“. Zeitungs-Verlag Jg. 18 Nr. 15, 13. April 1917, Sp. 381–385
- „Bibliographie des Zeitungswesens“. Zeitungs-Verlag Jg. 18 Nr. 22, 1. Juni, Sp. 576–577
- „Bibliographie des Zeitungswesens“. Zeitungs-Verlag Jg. 18 Nr. 34, 24. August 1917, Sp. 869–871
- „Bibliographie des Zeitungswesens“. Zeitungs-Verlag Jg. 18 Nr. 45, 9. November 1917, Sp. 1160–1161
- „Bibliographie des Zeitungswesens“. Zeitungs-Verlag Jg. 19 Nr. 2, 11. Januar 1918, Sp. 33–34
- „Bibliographie des Zeitungswesens“. Zeitungs-Verlag Jg. 19 Nr. 4, 25. Januar 1918, Sp. 85–86
- „Bibliographie des Zeitungswesens“. Zeitungs-Verlag Jg. 19 Nr. 11, 15. März 1918, Sp. 273–274
- „Bibliographie des Zeitungswesens“. Zeitungs-Verlag Jg. 19. Nr. 12/13, 29. März 1918, Sp. 306–307
- „Bibliographie des Zeitungswesens“. Zeitungs-Verlag Jg. 19 Nr. 20, 17. Mai 1918, Sp. 494–495
- „Bibliographie des Zeitungswesens“. Zeitungs-Verlag Jg. 19 Nr. 23, 7. Juni 1918, Sp. 580–581